# Przyrzeczenie publiczne
Przyrzeczenie publiczne – skierowane do publiczności oświadczenie woli przyrzekającego nagrodę (lub rekompensatę), stanowiące zobowiązanie przyrzekającego do spełnienia świadczenia w formie przyrzeczonej nagrody (rekompensaty) na rzecz tego, kto wykona określoną czynność (działanie lub jego zaniechanie) albo wykona lub osiągnie określony rezultat (dzieło), spełniający warunki określone w przyrzeczeniu.

## Uregulowania prawne
Przyrzeczenie publiczne, jako zobowiązanie, regulowane jest na gruncie europejskiej tradycji prawnej przez prawo zobowiązań, stanowiące podgałąź prawa cywilnego. Różnice między regulacjami prawnymi w poszczególnych krajach polegają zasadniczo na kwalifikacji przyrzeczenia publicznego do zobowiązań jednostronnych, bądź pozostawieniu w sferze ogólnego prawa kontraktowego jako elementu zobowiązań dwustronnych poprzedzającego zawarcie umowy.
Przykłady regulacji prawnych kwalifikujących przyrzeczenie publiczne jako zobowiązanie jednostronne:
- niemiecki kodeks cywilny – Bürgerliches Gesetzbuch, Zweites Buch, Recht der Schuldverhältnisse, Neunter Titel (Auslobung) §. 657-661[1]
- szwajcarski kodeks cywilny – Code des obligations, Livre V, Première I, Titre I, Chapitre I: art. 8 (promesses publiques)[2]
- czeski kodeks cywilny – Zákon č. 89/2012 Sb.; Díl 16, Oddíl 1, Pododdíl 1 „Příslib odměny” § 2884-2889 (Veřejný příslib)[3]
- włoski kodeks cywilny – Codice civile, Libro IV, Titolo IV „Delle promesse unilaterali” art. 1987-1991 (promessa al pubblico)[4].

Przykłady regulacji prawnych kwalifikujących przyrzeczenie publiczne jako element ogólnego prawa kontraktowego:
- francuski kodeks cywilny – Code civil, Livre III, Titre III „Des contrats ou des obligations conventionnelles en général” Article 1101-1369 (promesse de récompense, déclaration unilatérale de volonté)[5].

## Przyrzeczenie publiczne w prawie polskim
W polskim prawie cywilnym przyrzeczenie publiczne kwalifikowane jako zobowiązanie jednostronne, zostało po raz pierwszy uregulowane w Kodeksie zobowiązań z 1933 r. w Tytule II, Dziale I, Rozdziale IX „Przyrzeczenie publiczne”, art. 104-106. W 1964 r. zostało przeniesione w analogicznym brzmieniu do Kodeksu cywilnego z dnia 23 kwietnia 1964 r., gdzie jest uregulowane bez zmian w formie do dziś obowiązującej w Księdze trzeciej „Zobowiązania”, pod tytułem XXXVI „Przyrzeczenie publiczne”, art. 919-921.
Od 1997 r. szczególny rodzaj przyrzeczenia publicznego nagrody za najlepszy rezultat, zdefiniowany w art. 921 Kodeksu cywilnego jako „konkurs”, został pod tym samym pojęciem uregulowany odmiennie w sferze prawa publicznego: w rozporządzeniu wykonawczym do ustawy o zamówieniach publicznych z 1994 r., a następnie bezpośrednio w prawie zamówień publicznych z 2004 r. i z 2019 r. Od tego czasu w polskim obrocie prawnym funkcjonują jednocześnie dwie odmienne regulacje konkursu – podmioty podlegające zamówieniom publicznym obowiązuje specjalny, inny rodzaj konkursu, niż podmioty prywatne, które obowiązuje klasyczna, znana od czasów rzymskich, regulacja konkursu na gruncie przyrzeczenia publicznego uregulowana w Kodeksie cywilnym w sposób analogiczny do innych krajów europejskich.

### Funkcje przyrzeczenia publicznego
Podstawową funkcją przyrzeczenia publicznego, jako instrumentu prawa, jest zainteresowanie i zmotywowanie w rywalizacji o przyrzeczoną nagrodę jak największej liczby osób do wykonania określonej czynności lub określonego rezultatu, lub też do osiągnięcia rezultatu najlepszego lub dzieła o najwyższej jakości przy określonych z góry warunkach (np. za określoną z góry cenę).

### Cel przyrzeczenia publicznego
Celem przyrzeczenia publicznego jest osiągnięcie przez przyrzekającego w zamian za nagrodę, określonego działania lub jego zaniechania lub najwyższej jakości rezultatu spełniającego określone z góry warunki, bez względu na to, kto daną czynność lub rezultat wykona w sposób, na którym przyrzekającemu zależy.

### Publiczny charakter przyrzeczenia
Przyrzeczenie publiczne wymaga skierowania przyrzeczenia do publiczności, czyli do osób nieoznaczonych imiennie i podania do publicznej wiadomości warunków ubiegania się o nagrodę w taki sposób, aby mogły dotrzeć do nie dającej się z góry określić liczby osób posiadających zdolność wykonania danej czynności lub danego rezultatu spełniającego warunki określone przez przyrzekającego nagrodę.
W doktrynie kontrowersje wzbudza ważność przyrzeczenia publicznego ogłoszonego publicznie, lecz skierowanego do oznaczonych adresatów, wskazanych z imienia i nazwiska, bądź znanych przyrzekającemu nagrodę (jak np. konkurs na zaproszenie, czy konkurs zamknięty, ograniczony tylko do z góry wybranych uczestników, które nie mają cech przyrzeczenia publicznego). Zagadnienie to, jak się zdaje, nie dotyczy jednak istoty konstrukcji prawnej instrumentu przyrzeczenia publicznego, lecz jedynie stosowania instrumentu przyrzeczenia publicznego w sposób zgodny z jego celem i sprowadza się m.in. do kontroli czy w przypadku konkretnego przyrzeczenia w danej dziedzinie znajomość adresatów przyrzeczenia stwarza możliwość przyznania nagrody z góry wybranemu adresatowi niwecząc cele przyrzeczenia publicznego, czy też takiej możliwości nie stwarza. Dla przykładu, w zawodach sportowych fakt znajomości sportowców nie ma do co zasady nigdy wpływu na to, który z nich wygra zawody i przyrzeczoną nagrodę, natomiast w konkursie architektonicznym, lub fotograficznym znajomość uczestników konkursu ma zawsze wpływ na wybór laureata.

### Rodzaje przyrzeczenia publicznego
Kodeks cywilny wyróżnia dwa rodzaje przyrzeczenia publicznego:
- przyrzeczenie zwykłe – polegające na publicznym przyrzeczeniu nagrody za wykonanie określonej czynności lub określonego rezultatu (dzieła);
- konkurs (definicja) – szczególny rodzaj przyrzeczenia publicznego, w którym oznaczony został termin ubiegania się o nagrodę za najlepszy rezultat (dzieło).

## Przykłady

### Przyrzeczenie zwykłe
- przyrzeczenie nagrody za odnalezienie zguby
- przyrzeczenie nagrody za zdobycie np. niezdobytego szczytu
- przyrzeczenie nagrody za rozwiązanie dylematu naukowego np. hipotezy Riemanna
- przyrzeczenie nagrody za znalezienie błędów na stronie internetowej lub w systemie komputerowym (bug bounty)

### Konkurs
- przyrzeczenie nagrody za najlepszą czynność, osiągnięcie lub rezultat

– igrzyska olimpijskie, zawody sportowe, mecz, turniej, teleturniej itp.
- przyrzeczenie nagrody za najlepszy rezultat (dzieło)

– konkurs architektoniczny, konkurs fotograficzny, na plakat, znak graficzny itp.